# Centrale nucléaire de Cofrentes
La centrale nucléaire de Cofrentes est située à Cofrentes à 110 km de Valence dans la province de Valence en Espagne.

## Description
La centrale possède un seul réacteur à eau bouillante (REB) dont la construction par General Electric a démarré en 1973, qui est désigné par le nom de code Cofrentes. D'une puissance électrique de 1092 MWe, il a été mis en service en 1984.
La centrale appartient  à 100 % à Iberdrola qui est également l'exploitant.
La centrale est installée au bord du Júcar qui fournit l'eau pour le refroidissement du réacteur, et dans lequel est rejetée une partie de l'eau chaude du circuit secondaire.

## Incidents
Pendant l'été 2007, un incendie s’est déclaré dans la centrale et a conduit à l’arrêt du réacteur, selon un communiqué du Conseil de sécurité nucléaire espagnol  (CSN).
En février 2011, les autorités espagnoles s'apprêtent à agrandir la centrale. L'organisation écologiste Greenpeace estime que cette vieille centrale doit fermer ses portes. 16 militants pénètrent alors dans son enceinte, se heurtent à des salariés et des gardes de sécurité et parviennent à accrocher le slogan « riesgo nuclear, risque nucléaire » sur une tour de réfrigération.
Le 11 avril 2011, un mois après l'accident nucléaire de Fukushima, l'organisation écologiste Greenpeace réalise de spectaculaires projections d'images et de messages antinucléaires -  "Plus jamais Fukushima" ou "Danger nucléaire" - sur la centrale, dont elle réclame la fermeture en soulignant qu'il s'agit d'un réacteur du même type que la centrale japonaise accidentée.
Le 11 mai 2011, deux mois après le tremblement de terre dévastateur du Japon à l'origine de la catastrophe de Fukushima, le séisme de Lorca survient à une distance de 180 kilomètres de la centrale. «Elle n'a pas été affectée par le séisme et continue de fonctionner normalement», assurait le Conseil de sécurité nucléaire (CSN) espagnol. 
Le 22 avril 2012, un détecteur d'incendie s'est activé pendant 10 minutes à la suite d'un départ de feu. Une bobine appartenant à un groupe diesel est à l'origine de ce feu. L'événement a été classé au niveau 0, écart dans l'Échelle internationale des événements nucléaires.
Le 4 décembre 2014 débute le procès des 16 membres de l'organisation Greenpeace ayant pénétré dans la centrale : ils risquent jusqu'à trois ans de prison et une amende 360 000 euros.